# Tỉ lệ khung hình (hình ảnh)
Tỉ lệ của một hình ảnh là mối quan hệ giữa chiều rộng và chiều cao của hình ảnh đó. Để biểu diễn tỉ lệ thông thường người sử dụng hai số dương viết liền với nhau với dấu hai chấm ở giữa, chẳng hạn như 16:9. Với một hình ảnh có tỉ lệ x:y thì x được xem là chiều rộng, y là chiều cao và hai biến này có quan hệ tỉ lệ với nhau. Giả sử một hình ảnh có tỉ lệ là 4:3, nếu biết chiều rộng là 400 pixes thì có thể suy ra chiều cao là 300 pixes. Tỉ lệ của một hình ảnh thường áp dụng cho một hình ảnh, hình ảnh kỹ thuật số, kích thước màn hình tivi hay các thiết bị điện tử, khổ giấy, tranh vẽ và nhiều ứng dụng khác liên quan.
Các tỉ lệ màn hình phổ biến hiện này trong các rạp phim là 1.85:1 và 2.39:1. Hai tỉ lệ quay phim là 4:3 (1.33:1), cũng là chuẩn video toàn cầu của thế kỷ 20, và 16:9 (1.77:1), dùng trên thế giới cho truyền hình độ nét cao và truyền hình kỹ thuật số châu Âu.
Trong các máy chụp ảnh, các tỉ lệ phổ biến nhất là 4:3,3:2, và gần đây còn có 16:9 trong một số máy tiêu dùng. Một số tỉ lệ khác như 5:3, 5:4, và 1:1 (định dạng vuông), cũng được dùng trong nhiếp ảnh, đặc biệt ở định dạng lớn và định dạng trung bình.
Đối với tivi, DVD và đĩa Blu-ray, người ta chuyển đổi các định dạng có tỉ lệ không cân bằng theo nhiều cách khác nhau như phóng lớn các hình ảnh quang học để lấp đầy diện tích hiển thị định dạng nhận được và xóa bất cứ thông tin ảnh dư thừa (zoom kỹ thuật số và cắt xén); thêm bóng mờ đen ngang (hộp thư) hoặc bóng mờ đen dọc (thùng thư) để duy trì tỉ lệ hình dáng của định dạng gốc; hay nới rộng hình ảnh (vì vậy hình ảnh bị bóp méo và có thể chất lượng không đẹp) để có được tỉ lệ hình ảnh mong muốn; hoặc có thể là vẽ theo tỷ lệ theo nhân tố khác biệt ở trung tâm và tại các đỉnh (như trong chế độ Zoom rộng).

## Các chuẩn tỉ lệ video hiện nay

### Chuẩn 4:3
4:3 (1.33:1) (hay gọi là chuẩn bốn-ba) dùng cho truyền hình tiêu chuẩn từ khi phát minh máy quay phim và nhiều màn hình máy tính để có cùng tỉ lệ. 4:3 là tỉ lệ của phim 35 mm trong kỷ nguyên phim câm. Tỉ lệ này cũng gần với tỉ lệ 1.375:1 được định nghĩa bởi Viện Hàn lâm Khoa học và Nghệ thuật Điện ảnh.

### Chuẩn 16:9
16:9 (1.77:1) (hay gọi là tỉ lệ mười sáu-chín) là chuẩn quốc tế của truyền hình độ nét cao, truyền hình không phải kỹ thuật số chất lượng cao và truyền hình màn ảnh rộng analog PALplus.

## Tính toánchiều cao, chiều rộng và diện tích màn hình
Thông thường, các đặc tả màn hình được cho là thông số đường chéo. Công thức sau có thể dùng để tìm chiều cao (h), chiều rộng (w) và diện tích (A), với r là tỉ lệ và d là chiều dài đường chéo.
{\displaystyle h={\frac {d}{\sqrt {(r^{2}+1)}}}\qquad w={\frac {d}{\sqrt {{\frac {1}{r^{2}}}+1}}}\qquad A={\frac {d^{2}}{r+{\frac {1}{r}}}}}

## So sánh các tỉ lệ hình ảnh
So sánh hai tỉ lệ hình ảnh theo các cách khác nhau đưa ra một vài sự phân biệt thú vị, khi so sánh, người ta có thể so sánh hai hình ảnh với chiều cao bằng nhau, chiều rộng bằng nhau, bằng đường chéo, hoặc diện tích bằng nhau.
- Hai tỉ lệ hình ảnh có cùng một chiều dài đường chéo:

|  |  |

- Hai tỉ lệ hình ảnh có cùng diện tích (số pixes):

|  |  |

- Hai tỉ lệ hình ảnh có cùng chiều cao:

|  |  |

- Hai tỉ lệ hình ảnh có cùng chiều rộng:

|  |  |

## Tỉ lệ nhiếp ảnh
Các tỉ lệ phổ biến dùng trong Nhiếp ảnh là:
- 1:1
- 4:3 (1.33:1)
- 3:2 (1.5:1)
- 5:3 (1.66:1)
- 16:9 (1.77:1)
- 3:1

Nhiều máy ảnh kỹ thuật số có các tùy chọn người dùng để lựa chọn các tỉ lệ hình ảnh khác nhau. Một số máy ảnh có được chức năng này thông qua các cảm biến đa chiều (như Panasonic), trong khi các máy ảnh khác sẽ cắt định dạng hình ảnh mặc định để cho ra hình ảnh theo tỉ lệ đã lựa chọn.